# 塔季扬娜·洛巴奇
塔季扬娜·格奥尔基耶芙娜·洛巴奇（羅馬化：Tat'yana Georgiyevna Lobach；1974年1月8日—）是俄罗斯政治人物，第八届国家杜马代表。
2000年代初，洛巴赫在第四届和第五届塞瓦斯托波尔市议会中当选为巴拉克拉瓦区代表。2010年至2011年，洛巴赫担任巴拉克拉瓦地区国家行政局副主席，负责经济事务。2019年9月，洛巴赫当选塞瓦斯托波尔立法议会代表。2021年9月起，他担任第八届国家杜马代表。

## 制裁
洛巴奇于2022年因俄乌战争而受到英国政府制裁。